# Boarmia spodochroa
Boarmia spodochroa är en fjärilsart som beskrevs av Turner 1947. Boarmia spodochroa ingår i släktet Boarmia och familjen mätare. Inga underarter finns listade i Catalogue of Life.